# Аліташ (національний парк)
Національний парк Аліташ, також званий Алатиш або Алаташський національний парк,  — національний парк у зоні Північний Гондар, регіону Амхара, в Ефіопії. Він примикає до Суданського Національного парку Діндер. Національний парк був заснований в 2006 році. Свою назву він отримав від річки Алаташ, яка бере початок у парку і тече до Судану. Площа парку 2,665.7 км².
Національний парк Алатиш розташований за 1,080 км на північний захід від Аддіс-Абеби. Парк вкривають низинні ліси. Ландшафт рівнинний з висотою від 520 до 920 метрів над рівнем моря. Територія парку містить гірські річкові долини, відкриті луки, листяні ліси та розкидані пагорби разом із сезонними річками. Гори-близнюки Амадог є туристичною принадою в південно-західному кутку парку. Ліси національного парку є прихистком для багатьох видів птахів. 

## Дика природа

### Флора
Національний парк Аліташ охоплює сезонні водно-болотні угіддя, річкові екосистеми, лісисті луки та різноманітні ліси.

### Тваринний світ
Національний парк Аліташ населяють 37 великих  видів ссавців, включаючи слона, леопарда, великого куду та малого куду. В екосистемі зустрічаються сім видів рептилій, включаючи єгипетську кобру, чорну мамбу, нільського варана та скельного пітона.
У 2016 році в заповідній зоні було виявлено популяцію з близько 200 левів, які, як вважають, походять з Центральної Африки.  